# پتسویل (نوادا)
پتسویل (به انگلیسی: Patsville) یک منطقهٔ مسکونی در ایالات متحده آمریکا است که در شهرستان ایلکو، نوادا واقع شده‌است.